# Sonobe Akihisa
Akihisa Sonobe (sinh ngày 16 tháng 12 năm 1964) là một cầu thủ bóng đá người Nhật Bản.

## Sự nghiệp câu lạc bộ
Akihisa Sonobe đã từng chơi cho Urawa Reds.